# Лукас Вауденберг
Лукас Вауденберг (нід. Lucas Woudenberg, нар. 25 квітня 1994, Вурден, Нідерланди) — нідерландський футболіст, фланговий захисник клубу «Геренвен».

## Ігрова кар'єра

### Клубна
Лукас Вауденберг є вихованцем роттердамського «Феєнорда». З 2012 року його почали залучати до тренувань та ігор основного складу. У 2013 році для набуття ігрової практики Вауденберг відправився в оренду у клуб Еерстедивізі «Ексельсіор». Повернувшись до «Феєнорда» Вауденберг дебютував у матчах Ередивізі 1 березня 2015 року. Пізніше була ще одна річна оренда до клубу НЕК з Неймегена. У 2017 році разом з «Феєнордом» Вауденберг виграв чемпіонат Нідерландів.
Того ж року футболіст перейшов до складу «Геренвена». Контракт з клубом діє до літа 2022 року.

### Збірна
У 2013 році Лукас Вауденберг брав участь у юнацькій першості Європи, що проходив у Литві. На турнірі Лукас зіграв у всіх трьох матчах групового етапу.

## Досягнення
Феєнорд
- Чемпіон Нідерландів: 2016/17